# A42 (autoestrada)

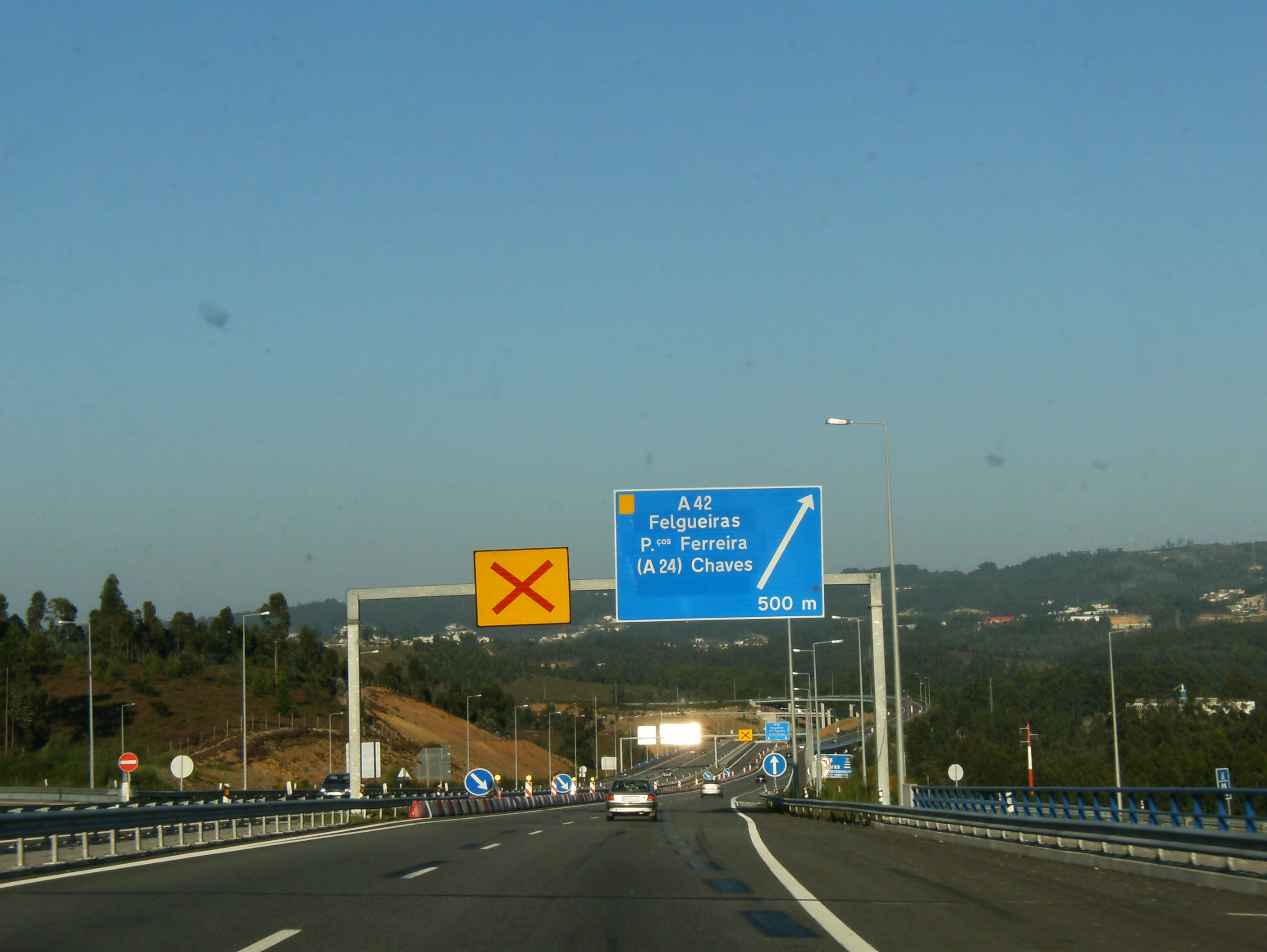
Nó entre A 41 e A 42 na Zona Norte de Alfena

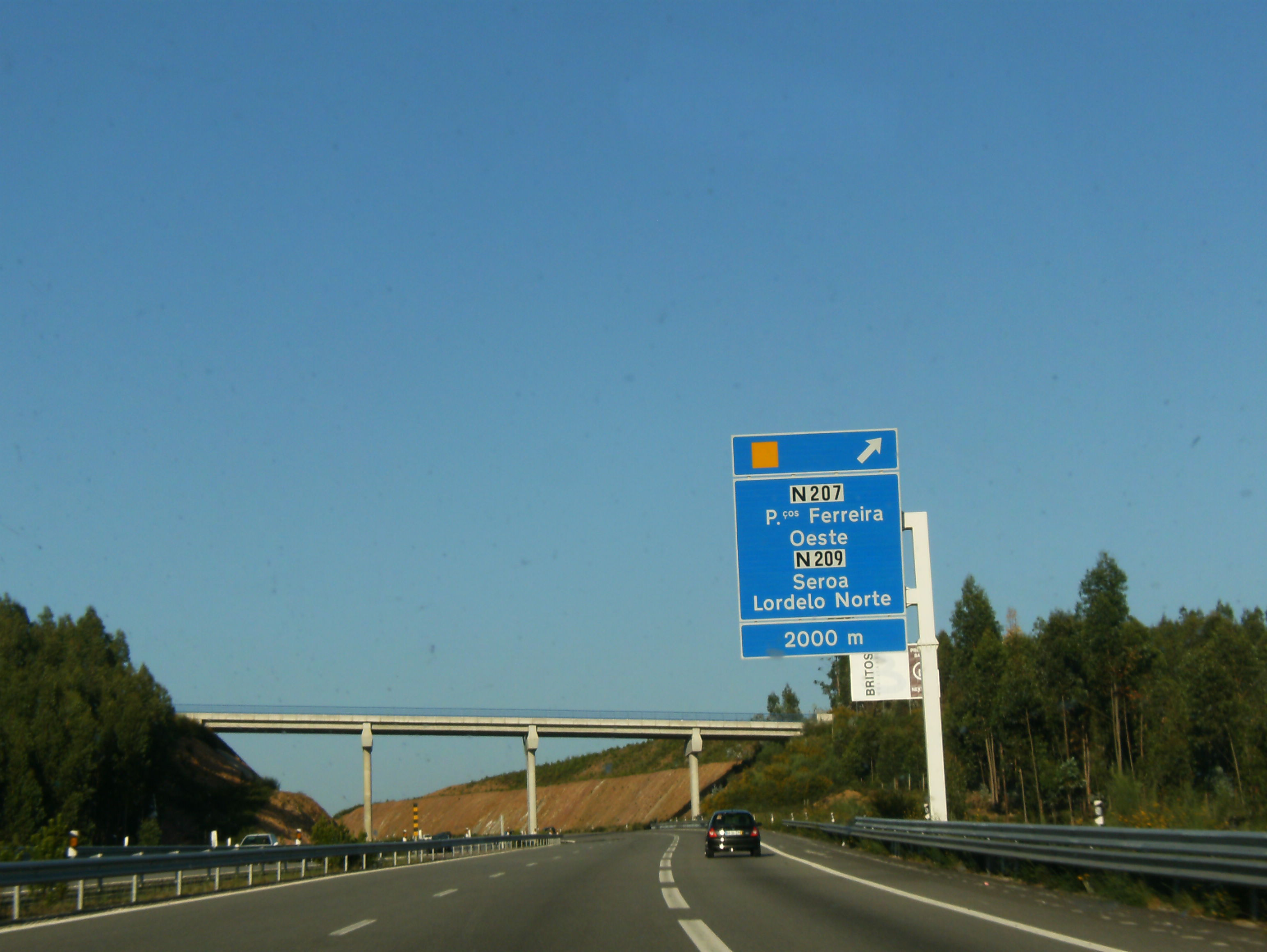
A42 entre Ermida e Seroa

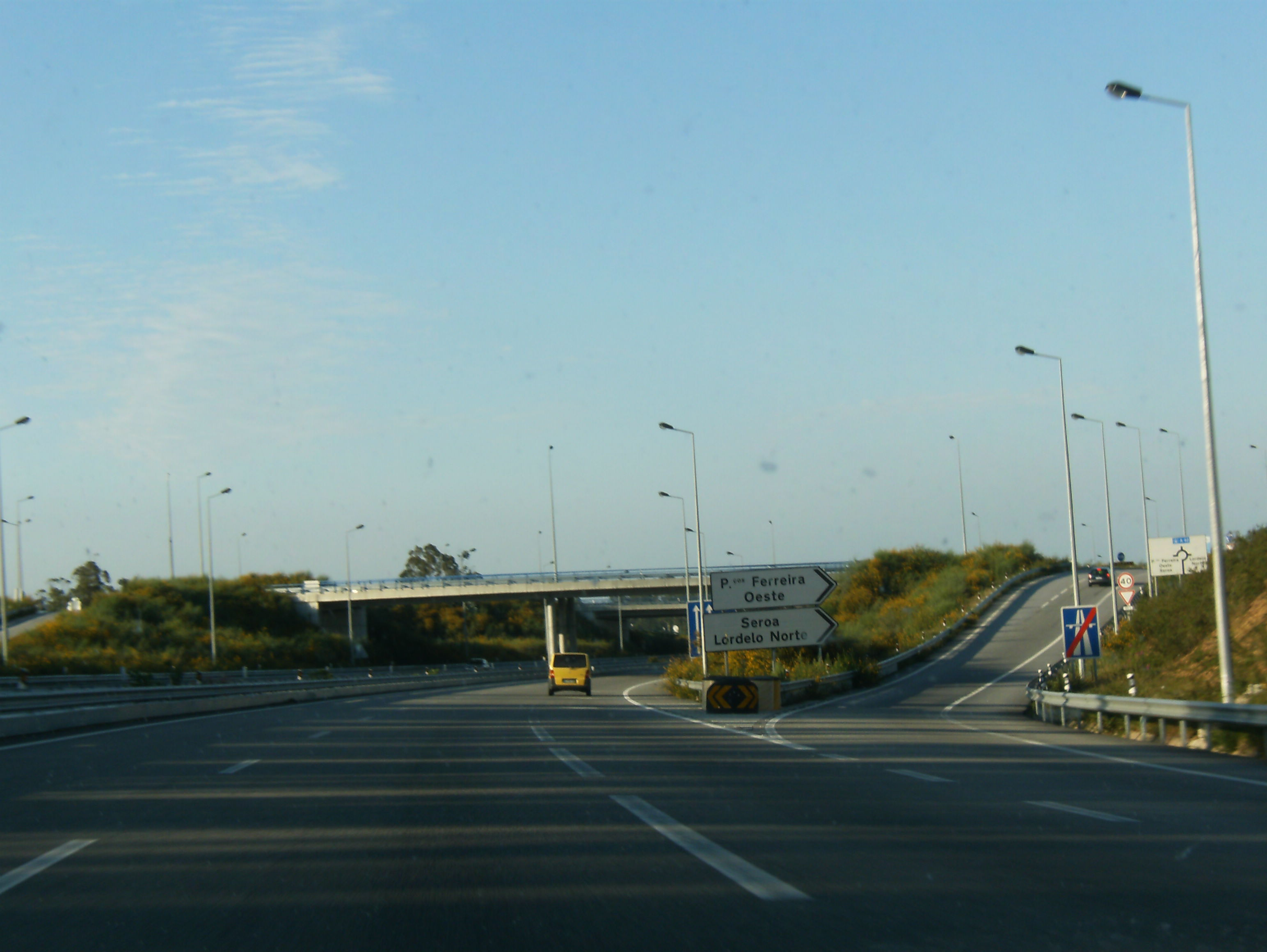
Nó de Seroa (saída 2)

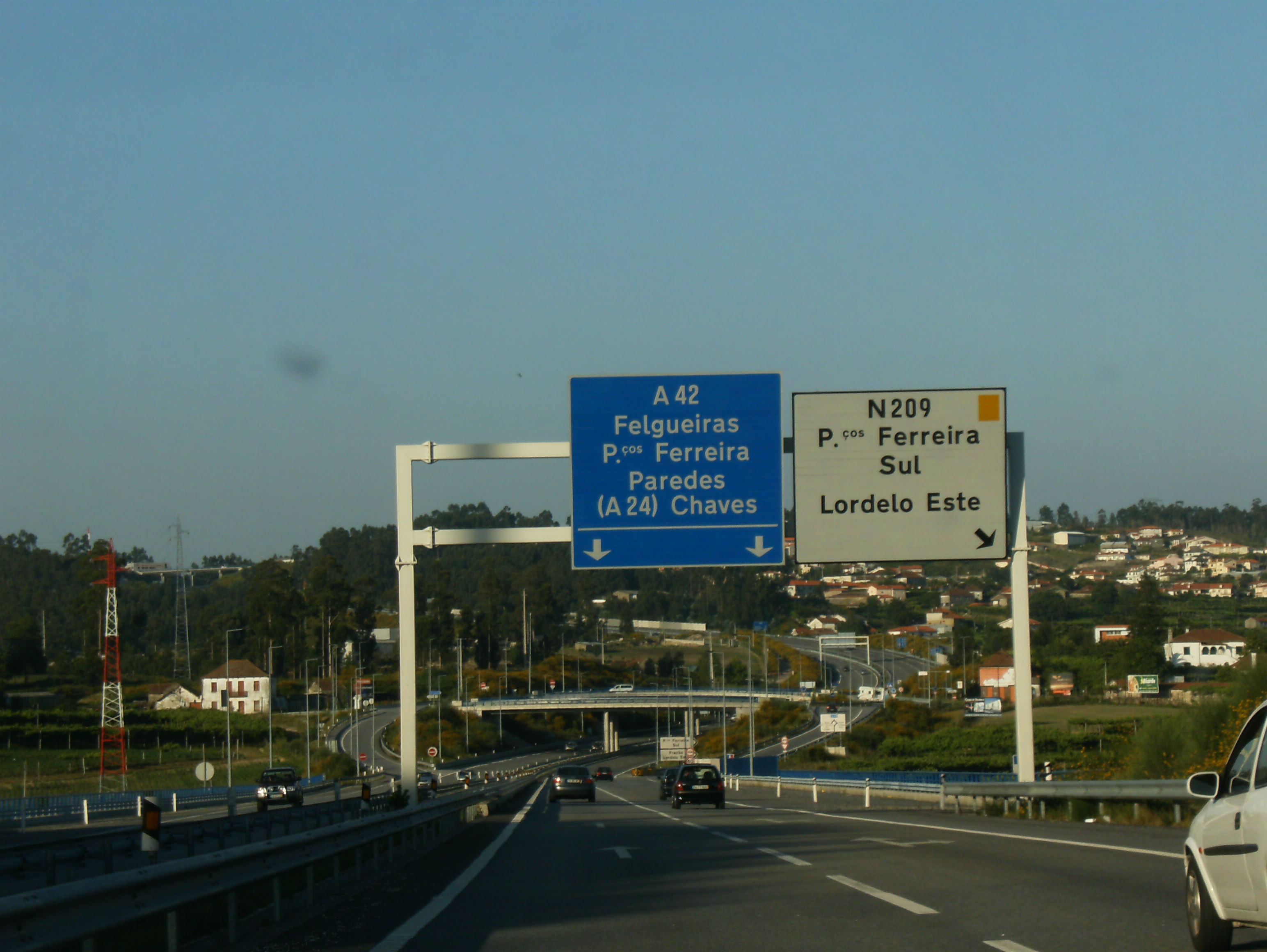
Nó de Frazão (saída 3)

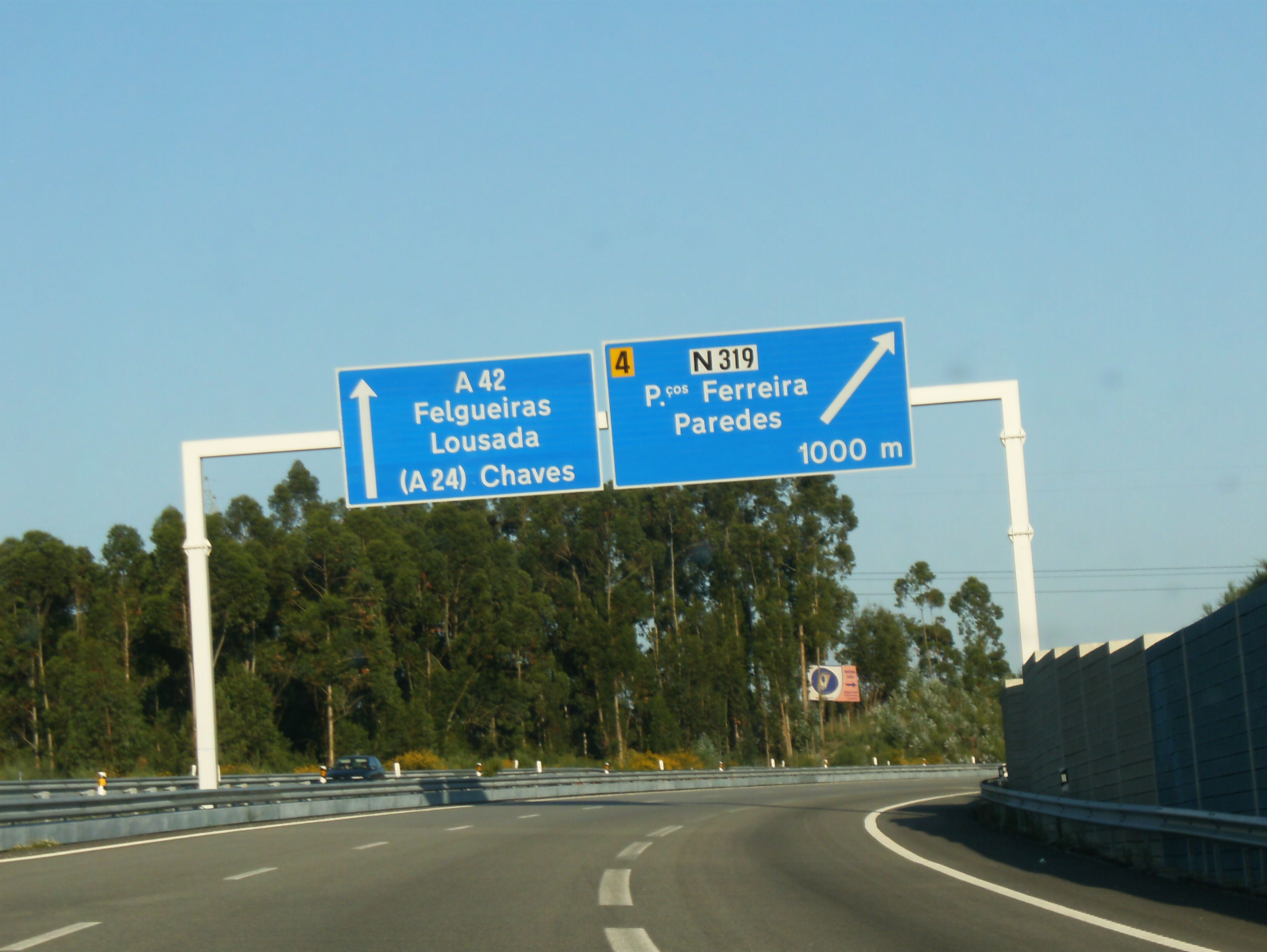
A 42 junto a Paços de Ferreira

A   A 42  - Autoestrada do Douro Litoral é oficialmente uma autoestrada portuguesa. Originalmente, quando a construção desta via foi lançada (em 2002), esta não era considerada uma autoestrada, mas sim uma via rápida com perfil transversal de autoestrada (similar ao IC19 ou IC23); deste modo, estava previsto que esta estrada viesse a ser numerada como IC25 em todo o seu percurso. Contudo, em meados da década de 2000, o IC25 foi reclassificado como autoestrada, recebendo então a numeração A42. Os troços desta estrada abriram já com a sinalização de A42.
Liga a   A 41 , em Ermida, Alfena, a Felgueiras , servindo a cidade de Paços de Ferreira, bem como as vilas de Frazão, Sobrosa e Lousada, e Felgueiras , garantindo-lhes uma melhor ligação à cidade do Porto. É também bastante utilizada como ligação da cidade do Porto a Espanha, por Chaves.
A   A 42  tem uma extensão de 20 km e ficou concluída em 2006. A sua construção foi feita através da duplicação do troço Paços de Ferreira - Lousada-Oeste (construído em 1998 como sendo parte do   IC 25 ) e da construção de raiz dos restantes troços.
Faz parte da Concessão Rodoviária do Grande Porto, atribuída à Ascendi.
Traçado da A 42 no Google Maps

## Portagens
No dia 15 de Outubro de 2010, as autoestradas integradas nas concessões Litoral Norte, Grande Porto e Costa da Prata deixaram o regime sem custos para o utiilizador (SCUT) e passaram a ser taxadas através de portagem electrónica, concretizando um primeiro passo das aspirações do Governo português no sentido de eliminar completamente o formato SCUT. A   A 42  foi uma dessas autoestradas (visto integrar a concessão Grande Porto), existindo durante todo o percurso da mesma um total de 3 pórticos de pagamento de portagem em cada sentido.

## Estado dos Troços
| Troço                                             | Situação                                                                                     | km   |
| ------------------------------------------------- | -------------------------------------------------------------------------------------------- | ---- |
| Ermida (Alfena) ( A 41 ) - Paços de Ferreira este | Em serviço (11/11/2005)                                                                      | 10,0 |
| Paços de Ferreira este - Lousada oeste            | Em serviço (1998) como via rápida IC 25 Duplicado (11/2006) para formato de autoestrada A 42 | 4,0  |
| Lousada oeste - Lousada norte ( A 11 )            | Em serviço (11/2006)                                                                         | 7,0  |
|                                                   |                                                                                              |      |
| Sernande ( A 11 ) - Felgueiras                    | Em serviço (2008)                                                                            | 4,5  |

## Perfil
A autoestrada   A 42  possui um perfil transversal tipo de duas vias por sentido, existindo mais uma nos locais onde a elevada inclinação justifica uma via adicional de ultrapassagem.
| Troço                              | Perfil | Extensão |
| ---------------------------------- | ------ | -------- |
| Ermida ( A 41 ) - Lousada ( A 11 ) |        | 20 km    |

## Saídas

### Ermida (Alfena) - Lousada
| Número da Saída                                   | km | Nome da Saída                                                               | Estrada que liga |
| ------------------------------------------------- | -- | --------------------------------------------------------------------------- | ---------------- |
| \| 1                                              | 0  | Porto / Maia Valongo / Gondomar                                             | A 41             |
| Pórtico de Portagem de Seroa - € 0,35             |    |                                                                             |                  |
| 2                                                 | 3  | Seroa Lordelo (norte)                                                       |                  |
| 3                                                 | 6  | Frazão Paços de Ferreira (oeste) Lordelo (este)                             | N 209            |
| 4                                                 | 10 | Sobrosa Ferreira (sul) Paços de Ferreira (centro) Freamunde (oeste) Paredes | N 319            |
| Pórtico de Portagem de Paços de Ferreira - € 0,35 |    |                                                                             |                  |
| 5                                                 | 12 | Freamunde (sul) Nevogilde Ferreira (sudeste) Paços de Ferreira (este)       | Av. da Variante  |
| 6                                                 | 13 | Lousada (oeste) Penafiel                                                    | IC 25            |
| Pórtico de Portagem de Lousada - € 0,35           |    |                                                                             |                  |
| 7                                                 | 19 | Lousada (norte) Nogueira                                                    | N 207            |
| Praça de Portagem de Lousada (km 19)              |    |                                                                             |                  |
| 8                                                 | 20 | Guimarães / Chaves Vila Real / Marco de Canavezes                           | A 11             |

 Nota: o preço das portagens indicado na tabela corresponde à tarifa paga por um veículo pertencente à classe 1.

## Áreas de Serviço
- Área de serviço de Paços de Ferreira (km 5)